# ساين لونجستاف
ساين ديفيد لونجستاف (موليد 30 أكتوبر 1997) هو لاعب كرة قدم إنجليزي يلعب مع نادي نيوكاسل يونايتد في الدوري الإنجليزي الممتاز.